# Françoise Sève
Françoise Sève, née Françoise Hélène Guille, est une traductrice et militante communiste française née le 1er février 1934 à Laon et morte le 3 mai 2011 à Paris.

## Biographie
Fille d’enseignants, Françoise Guille est née en 1934. Son père, Jean Guille, résistant, communiste, est nommé à la Libération inspecteur d’académie en Haute-Marne, puis est révoqué parce que communiste en 1951.
Elle rencontre Lucien Sève, jeune agrégé de philosophie en 1950. Il est révoqué de son premier poste à Bruxelles pour propagande communiste et envoyé à Chaumont. Mariée avec lui en 1952, elle entame des études de russe à l'École des langues orientales à Paris, puis une licence à l'université d'Aix-Marseille tout en élevant ses enfants.
La famille s’installe en région parisienne en 1970. Elle obtient un diplôme d’études supérieures et travaille avec l’essayiste Francis Cohen à Recherches internationales à la lumière du marxisme.
Elle traduit des textes de cinéastes et esthéticiens russes, puis s’engage dans la traduction du grand psychologue russe Lev Vygotski, avec l’appui du psychologue Alexis Leontiev, ami et collaborateur de Vygotski.
Elle est l’une des spécialistes internationalement reconnue et la traductrice de référence en France de l’œuvre de Vygotski. 
Elle engage par ailleurs une révision générale de la traduction française de Lénine, faisant paraître le premier tome de ses œuvres choisies en 1990.
Adhérente et militante au Parti communiste français depuis 1952, elle s’en éloigne au cours des années 1990, tout en gardant des convictions communistes.
Elle meurt à Paris des suites d'un cancer le 3 mai 2011 à l'âge de 77 ans,.

## Publications

### Édition scientifique
- Lénine et l'art vivant, par V.V. Novikov, Roland Leroy, A.S. Karaganov, Jean Schnitzer, Luda Schnitzer et Serge Youtkevitch, Paris, les Éditeurs français réunis, 1970.
- Textes philosophiques de Vladimir Ilitch Lénine, introduction de Béatrice Longuenesse, édition préparée et traduction nouvelle ou entièrement revue par Sylvie Pelta et Françoise Sève, Paris, Éditions sociales, 1978.
- Textes de Joseph Staline (2 vol.) introduction de Francis Cohen, choix des textes et traduction de Françoise Sève, Paris, Éditions sociales, 1983.

### Traduction
- Lev Vygotski :
  - Leçons de psychologie, traduit du russe par Olga Anokhina, Gabriel Fernandez et Françoise Sève pour le chapitre sur les émotions, édition préparée et présentée par Michel Brossard, Paris, La Dispute, 2011.
  - Histoire du développement des fonctions psychiques supérieures, traduction de Françoise Sève, édition préparée par Michel Brossard et Lucien Sève, Paris, La Dispute, 2014.
  - Psychologie de l'art, Paris, La Dispute, 2005.
  - Pensée et langage, présenté par Jean Piaget, traduction de Françoise Sève, avant-propos de Lucien Sève, Paris, Messidor, 1985, Paris, La Dispute, 2019.
  - Avec Vygotski, sous la direction d'Yves Clot, Paris, La Dispute, 1999, rééd. Paris, La Dispute, 2002.
  - Pensée et langage, présenté par Jean Piaget, traduction de Françoise Sève, avant-propos d'Yves Clot, Editions sociales, 1985, rééd. Paris, La Dispute, 2013.
  - « Apprentissage et développement à l'âge préscolaire », in Frédéric Yvon et Yuri Zinchenko (dir.), Vygotsky, une théorie du développement et de l'éducation. Recueil de textes et commentaires, Moscou, 2011, [lire en ligne].
  - Conscience, inconscient, émotions, préface d'Yves Clot, Paris, La Dispute, 2003, rééd. 2017[5].